# Lathrothele cavernicola
Lathrothele cavernicola är en spindelart som beskrevs av Benoit 1965. Lathrothele cavernicola ingår i släktet Lathrothele och familjen Dipluridae.
Artens utbredningsområde är Kongo. Inga underarter finns listade i Catalogue of Life.